# Arethusa bulbosa
Arethusa bulbosa ist die einzige Art der Pflanzengattung Arethusa innerhalb der Familie der Orchideen (Orchidaceae). Sie gedeiht in feuchten Wiesen und Mooren Nordamerikas.

## Beschreibung

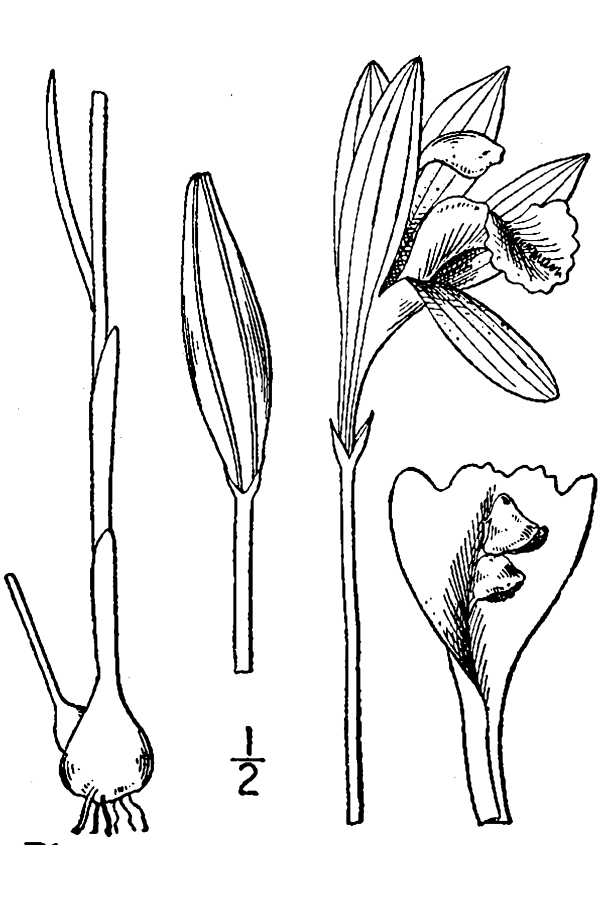
Illustration

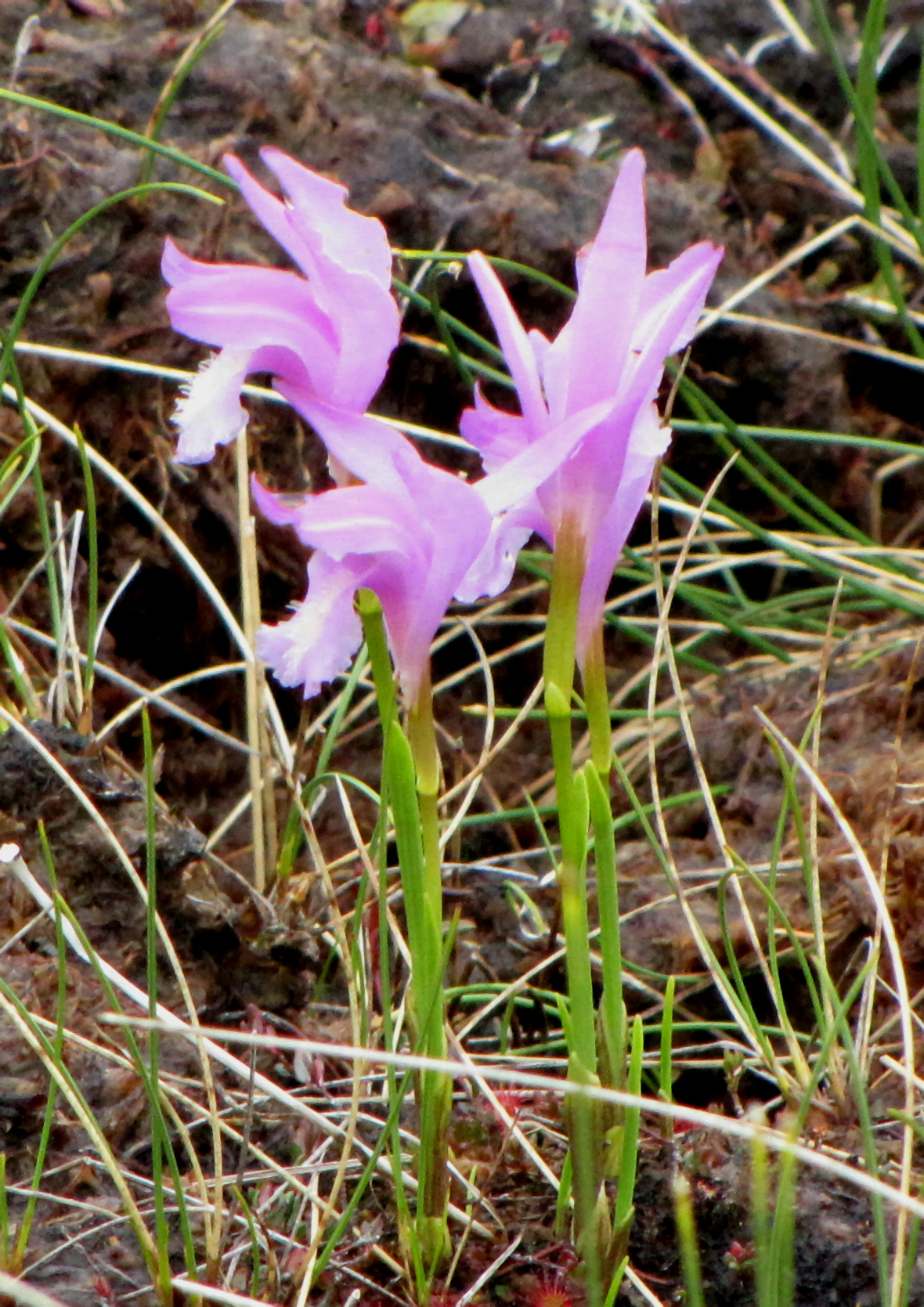
Habitus im Habitat

### Vegetative Merkmale
Arethusa bulbosa wächst als relativ kleine, ausdauernde krautige Pflanze, die Wuchshöhen bis zu 40 Zentimetern erreichen kann. Die Pflanze ist kurzlebig und blüht nur wenige Jahre, bevor sie abstirbt. Die Sprossachse von Arethusa bulbosa bildet unterirdische Speicherorgane. An Ausläufern werden neue Knollen gebildet, die alte stirbt dann ab. Aus den runden, grünlichen Knollen entspringt der Stängel. Am Stängel steht ein einzelnes Laubblatt; es entwickelt sich erst nach der Anthese. Das einfache Blatt ist bei einer Länge von bis zu 20 Zentimetern sowie bei einer Breite von etwa 1 Zentimeter linealisch.

### Generative Merkmale
Die Blütezeit reicht von Ende Mai bis Juni bei südlichen Populationen, im Norden bis Mitte Juli. Aus jeder Knolle wächst ein einziger (selten zwei) Blütenstand, der eine einzelne (selten zwei) Blüte trägt.
Die zwittrige Blüte ist zygomorph und dreizählig. Die Blütenfarbe ist violett, gelegentlich auch rosafarben bis weiß oder bläulich. Die aufrecht stehenden Sepalen sind nicht miteinander verwachsen und sie sind bei einer Länge von 2 bis 5,5 Zentimetern sowie bei einer Breite von 3 bis 9 Millimetern länglich-oval. Die Petalen sind am Grund miteinander und mit der Säule verwachsen, Form, Größe und Farbe entspricht etwa den drei äußeren Blütenhüllblättern; sie sind nach vorn über die Säule gebogen. Die länglich-ovale Lippe ist undeutlich dreilappig; der untere Teil steht vertikal aufrecht und umfasst die Säule, der vordere Teil biegt sich halbkreisförmig. Die Mitte der Lippe weist auf hell-rosafarbenen bis weißem Grund dunklere rötliche Flecken und Streifen auf. Von der Basis bis zur Spitze der Lippe ziehen sich gelbe, kammartige Auswüchse. Die Säule ist lang und gebogen, am oberen Ende stark verbreitert und geflügelt. Das Staubblatt sitzt auf ihrer Unterseite, die Säule ragt über das Staubblatt hinaus. Es werden vier weiche Pollinien gebildet, die in zahlreiche kleine Pollenpakete unterteilt sind.
Die aufrecht stehende Kapselfrucht ist bei einer Länge von 1,5 bis 2,5 Zentimetern oval.
Die Chromosomenzahl beträgt 2n = 40.

## Ökologie
Bei Arethusa bulbosa handelt es sich um einen Knollengeophyten.
Die gelben, Staubblättern ähnlich sehenden Trichome auf der farbigen Lippe locken Bestäuber an. Beobachtet wurden Königinnen der Hummelarten Bombus ternarius und Bombus terricola, Pollen bleibt am Thorax kleben. Zur Frage, ob Nektar produziert wird oder die bestäubenden Insekten getäuscht werden, gibt es unterschiedliche Beobachtungen.

## Vorkommen
Arethusa bulbosa wächst im nordöstlichen Nordamerika. In Kanada reichen ihre Vorkommen vom Südosten bis ins zentrale Manitoba und in den Nordwesten Saskatchewans. Sie gedeiht in Höhenlagen von 0 bis 1600 Metern. In den USA wird der Nordosten besiedelt, in den Höhenlagen der Appalachen reichen die Vorkommen weiter südlich.
Die Standorte sind Moore und Sümpfe, feuchte Nadelwälder, Flussufer und Feuchtwiesen. Es handelt sich meist um sonnige Standorte, im Süden des Verbreitungsgebiets wachsen Pflanzenexemplare auch im Schatten von Rhododendron-Gebüschen. Zwei weitere Orchideen, die gemeinsam mit Arethusa bulbosa vorkommen, sind Calopogon tuberosus und Pogonia ophioglossoides. Von diesen drei gedeiht Arethusa auf den feuchtesten Standorten. In Kultur sind Hybriden zwischen Arethusa bulbosa und Calopogon tuberosus entstanden, aus der Natur sind sie jedoch nicht bekannt, da die Blütezeit von Calopogon später liegt.

## Verwendung
Eine frühere Verwendung der Knollen als Medizin wird berichtet.
Selten ist diese Orchideenart in Kultur zu sehen, da sie kurzlebig ist, spezielle Ansprüche an das Substrat stellt und die Knollen rasch faulen können.

## Systematik
Der Gattungsname Arethusa bezieht sich auf die Nymphe Arethusa aus der griechischen Mythologie; sie wurde von einem Flussgott verfolgt und von Diana in die Quelle Fonte Aretusa in Syrakus verwandelt. Der niederländische Botaniker Jan Frederik Gronovius wählte den Namen, als er diese Orchidee 1743 in Flora Virginica, Seite 184 beschrieb. Carl von Linné übernahm den Namen dann 1753 in seinem Werk Species Plantarum, Tomus II, Seite 950. Das Artepitheton bulbosa bezieht sich auf die unterirdischen, knolligen Speicherorgane.
Die Gattung Arethusa gehört zur Subtribus Arethusinae der Tribus Arethuseae in der Unterfamilie Epidendroideae. Arethusa ist verwandt mit der asiatischen Gattung Eleorchis und der in Nordamerika vorkommenden Gattung Calopogon, die weiteren Gattungen dieser Subtribus kommen in Ostasien vor.